# Menzelinszk
Menzelinszk (oroszul: Мензелинск, tatár nyelven Минзәлә) város Oroszországban, Tatárföldön; 1930 óta a Menzelinszki járás székhelye.
Népessége: 16 476 fő (a 2010. évi népszámláláskor).

## Elhelyezkedése
Tatárföld északkeleti részén, Kazanytól 292 km-re, Naberezsnije Cselnitől 44 km-re keletre, sík, mocsaras vidéken fekszik. A Menzelja (az Ik mellékfolyója) torkolata közelében épült, amelyről elnevezték. Mára az Ik torkolata is a Nyizsnyekamszki-víztározó széles, mocsaras öblévé változott. A város nyugati szélén vezet az M7-es főút.
Menzelinszk mezőgazdasági jellegű járás központja; a járás területének 45%-a szántó, 25%-a rét és alig 15%-a erdő.

## Története
Úgy tartják, hogy az orosz település 1652–1656-ban, az orosz keleti védővonal kiépítésekor keletkezett. Egy másik változat szerint már 1584–1586-ban is erődítményt építettek itt, az orosz és a baskír földek határán, és az erődítmény a baskírokkal folytatott harcok egyik központja volt. 1781-ben városi rangot kapott és a helyi közigazgatás (ujezd) székhelye lett. 1878-ban a település szinte teljesen leégett, csak a kőépületek menekültek meg, köztük az 1813-ban épült székesegyház.
Évente három vásárt tartottak, közülük a téli a kormányzóság határain túl is híres volt. A hatalmában megerősödött kereskedői réteg kérésére a vasútvonalat is erre akarták vezetni, 1914-ben a folyón el is készült a vasúti híd, de az első világháború kitörése miatt a vasútvonal nem készült el. A fémszerkezetű híd napjainkban is áll a város keleti szélén, ipari emlék. Műemlék a 19. század végén emelt néhány kereskedői ház is és a gimnázium (1882), valamint az 1813-ban épült, majd a tűzvész után, 1880-as években felújított pravoszláv templom és a városközpontban 1910-ben emelt mecset is. A városi színház épületét 1935-ben nyitották meg.

## Népessége
| Év   | Népesség |
| ---- | -------- |
| 1926 | 7.600    |
| 1939 | 10.900   |
| 1959 | 11.800   |
| 1970 | 15.900   |
| 1979 | 17.400   |
| 1989 | 15.500   |
| 2002 | 16.700   |
| 2010 | 16.476   |